# دم‌خاری گونه‌اخریی
دم‌خاری گونه‌اخرایی (نام علمی: Synallaxis scutata) گونه‌ای از پرندگان در زیرتیرهٔ Furnariinae از تیرهٔ تنورمرغان (Furnariidae) است. در آرژانتین، بولیوی، برزیل، پاراگوئه و پرو یافت می‌شود.

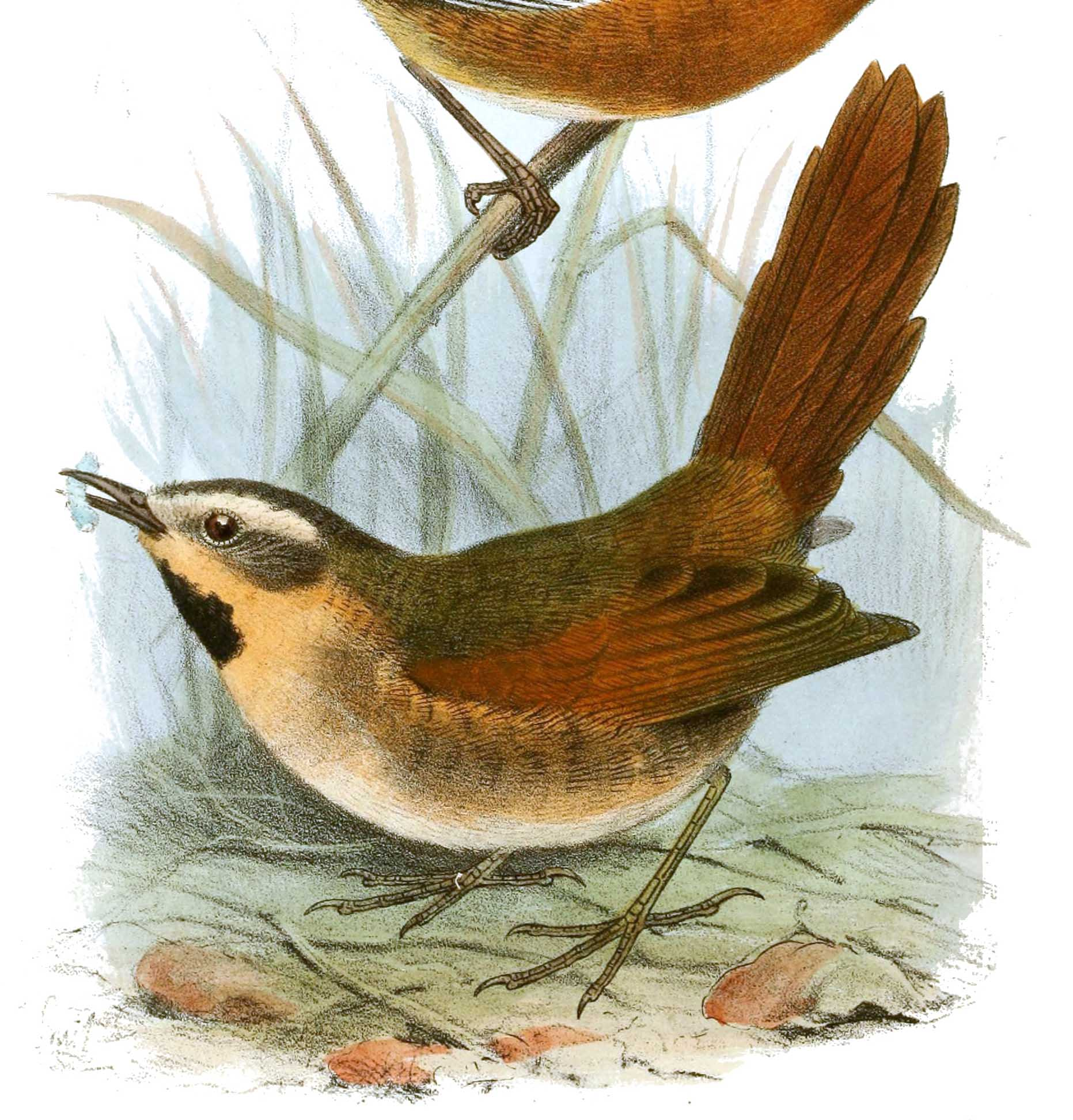
نگاره از جوزف اسمیت، ۱۸۸۱